# Letiště Louisville
Mezinárodní letiště Louisville (IATA: SDF, ICAO: KSDF, FAA LID: SDF) je veřejné a vojenské letiště ve městě Louisville v Jefferson County ve státě Kentucky v USA. Leží na ploše zhruba 1500 akrů (6,1 km2) a má tři vzletové a přistávací dráhy. Jeho kód IATA (SDF) vychází z bývalého jména letiště, Standiford Field. 
V roce 2014/15 se na letišti odehrálo přes 147 tisíc pohybů a služeb letiště využilo 3 355 811 cestujících. Letiště kromě toho funguje jako celní přístav, který je vytížen mnoha mezinárodními nákladními lety.